# Callistopteris baueriana
Callistopteris baueriana är en hinnbräkenväxtart som först beskrevs av Stephan Ladislaus Endlicher, och fick sitt nu gällande namn av Edwin Bingham Copeland. Callistopteris baueriana ingår i släktet Callistopteris och familjen Hymenophyllaceae. Inga underarter finns listade.